# Dziankówek
Dziankówek – wieś w Polsce położona w województwie kujawsko-pomorskim, w powiecie włocławskim, w gminie Lubień Kujawski.
W latach 1975–1998 miejscowość administracyjnie należała do województwa włocławskiego. Według Narodowego Spisu Powszechnego (III 2011 r.) liczyła 107 mieszkańców. Jest 25. co do wielkości miejscowością gminy Lubień Kujawski.
Przez miejscowość przepływa niewielka rzeka Rakutówka, dopływ Lubienki.